# Casa de los tubos (Monterrey)

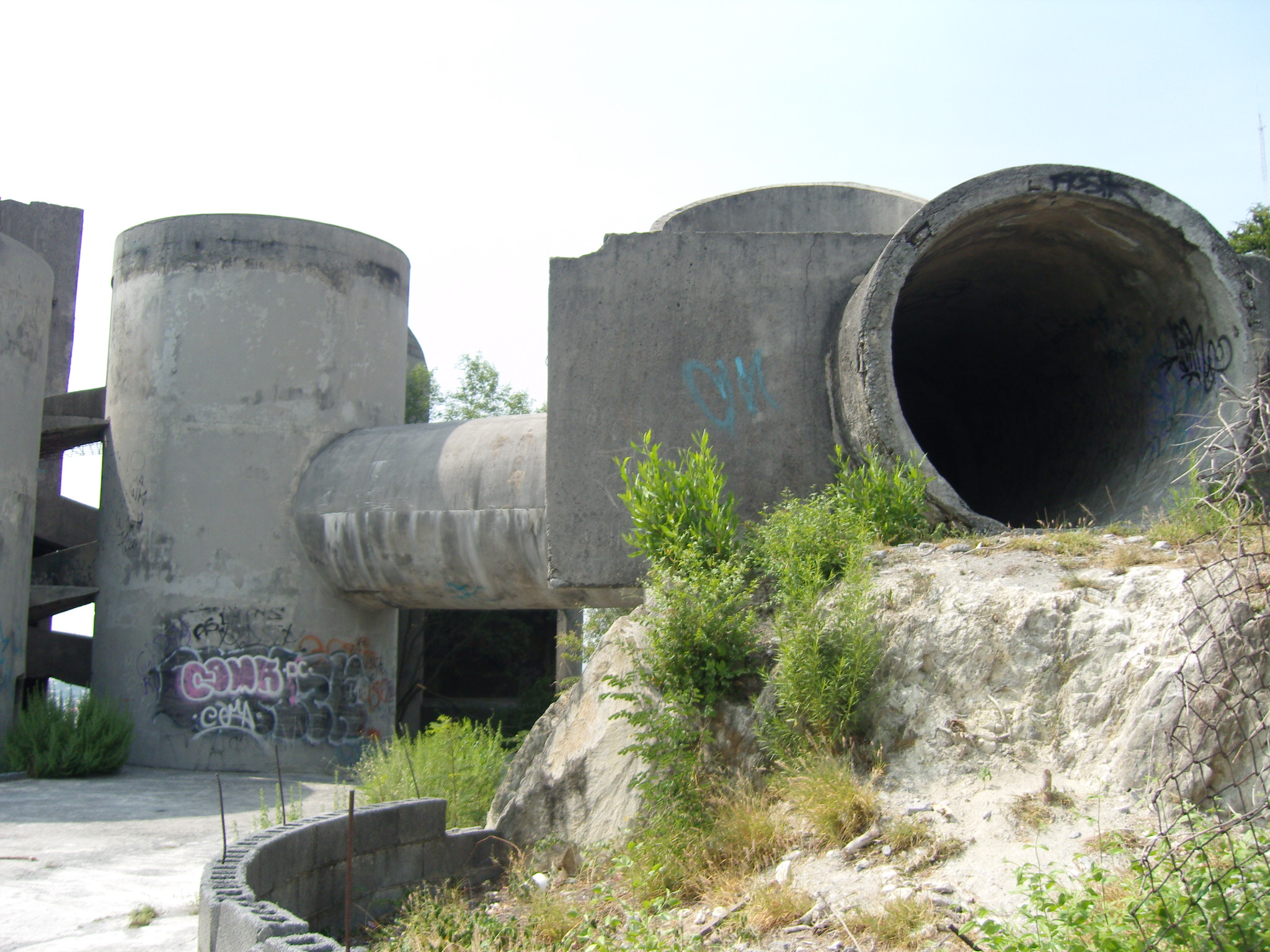
Fachada de la Casa de los tubos.

La casa de los tubos es una edificación ubicada en Monterrey, Nuevo León, México, conocida por su peculiar arquitectura y por la leyenda en torno a ella. Se le bautizó con ese nombre debido a que su fachada original asemejaba a varios tubos verticales, atribuidos a la necesidad de movilidad para la hija del dueño, conforme a la leyenda que gira a su alrededor.

## Leyenda
Los detalles varían según la fuente, sin embargo la historia sigue la misma fórmula. El relato comienza con un padre y una hija que llegan a Monterrey, se desconoce su procedencia o el paradero de la madre, la hija no tenía la capacidad de caminar y por ende dependía de una silla de ruedas para moverse, ante esta situación el padre decidió construir una casa donde su hija pudiera moverse con libertad sin ayuda de alguien; contrató a un arquitecto, quien diseñó la casa con estructuras tubulares que alojaban rampas dentro, facilitando el movimiento de la niña; se comenzó la construcción y al cabo de unos meses ya se tenía un esqueleto de la estructura, fue ahí donde, supuestamente, empezaron a ocurrir eventos extraños.
Según estos relatos, los albañiles, quienes se quedaban hasta la noche trabajando, se quejaban de sonidos extraños y de la desaparición de herramientas. Un día, después de una fiesta para mejorar la convivencia de los trabajadores, dónde estos bebieron alcohol, un trabajador inexplicablemente cayo de lo más alto de la casa hacia su muerte, poco después un segundo albañil cayó de una ventana de la construcción sin explicación alguna y antes de morir dijo «no quiere que estemos aquí». Pese a todo esto la construcción continuó.
Un día el padre llevó a su hija a la construcción para mostrarle el avance y levantarle el ánimo; de algún modo la niña acabó en el piso más alto de la casa, unos dicen que le pidió a su padre ir ahí para ver las montañas mientras que otros mencionan que inexplicablemente llegó ahí, haciendo alusión a que no se suponía que la niña pudiese llegar ahí; por otra parte está la versión de que una fuerza misteriosa levanto a la niña por los aires hasta el último piso; en todas las versiones la niña cae desde lo alto de la casa y fallece. A causa de lo anterior el padre acaba destrozado y pasa el tiempo embriagándose dentro de la casa, hasta que, no pudiendo más con el dolor, se quita la vida.
Esto causa que la construcción se detenga y que permanezca abandonada por los siguientes 40 años, fue entonces que los rumores empezaron a surgir entre los vecinos, quienes atestiguaban escuchar lamentos provenientes de la casa y que aquellos que la volteaban a ver podían observar a la niña en silla de ruedas siguiéndoles con la mirada. Después de la compra de la casa por un nuevo dueño de nombre Hugo Schiaffano, durante la remodelación del lugar, los residentes de la zona seguían visitando la casa, saltando la reja que se había colocado e incluso realizaban rituales en el último piso de la vivienda.

## Rehabilitación y actualidad
La leyenda sin embargo fue desmentida por Pedro Torrijos, arquitecto español, quien señaló la crisis económica de 1977 como la causa para la detención de la obra, mencionando que a causa de esta el dueño original simplemente no pudo pagarla. El proceso para obtener la propiedad tuvo inicios en 2006, pero puesto a que contaba con problemas legales no se permitía invertir en la compra-venta de la casa, hasta que gracias a trámites con abogados, la propiedad pudo adquirirse en 2008. Quien adquirió la propiedad fue de Hugo Schiaffino y su familia, él cuenta que una de las razones por las cuales la adquirió fue debido a que desde la infancia le gustaba la casa, al igual que a su esposa, por lo que tomaron esta decisión.
Hugo Schiaffino consultó más de 12 proyectos con el fin de buscar la preservación de la esencia de la casa, ejemplo claro de esto es el caracol en el que habría muerto una niña en la década de los 70. Hugo nunca pudo dar con el dueño original, ya que si bien durante un largo tiempo hubo un cartel colgado en el que se anunciaba la venta de la propiedad, esta no se encontraba a la venta. Hugo comentó «Yo me metí a través de las escrituras a buscar al dueño y con un conocido que se dedica a bienes raíces y él fue el que me ayudó a dar con la persona que estaba en Tamaulipas, ya de esta manera pudimos tener ese contacto». El dueño, oriundo de Tamaulipas, no tenía ningún conocimiento de la propiedad ni la leyenda que la rondaba, pues había sido adquirida gracias al saldo de una deuda, por lo que podemos entender que no se sabe nada del dueño original. Una vez hecha la compra, el bufete de arquitectos URB’N fue el encargado de realizar el rediseño y construcción de la obra, esto encabezados por el arquitecto Enrique Leal. De acuerdo con Enrique Leal cuando el proyecto llegó a ellos la idea inicial era construir una residencia en el terreno contiguo a la «Casa de los tubos», pues el dueño tenía entre sus planes vender la propiedad. Al final, el propietario cambió de parecer y prefirió integrar su nueva residencia con la abandonada.
Para los arquitectos involucrados fue un reto embellecer la residencia por dentro y fuera sin que la propiedad perdiera su estructura arquitectónica, está que la hizo famosa desde su construcción en la década de 1970. Los arquitectos  pensaron que con una casa cilíndrica en medio de la ciudad, el interior debía ser sofisticado y relajante para estar a la par con ese misticismo. La estructura se mantuvo casi igual, mientras que por el interior se tomaron tendencias más vanguardistas del minimalismo como lo son el mármol Travertino, la madera de encino y el color blanco, esto fue de agrado para la nueva familia, puesto que era algo que buscaban.
Se tomó como elemento principal el agua, y se optó por acondicionar uno de los cilindros centrales como piscina, esto con la idea de representar el líquido vital que viene a renovar lo viejo. La casa cuenta con grandes ventanales, esto permite una mejor manipulación de la luz natural, esta fue un factor clave para expresar el dinamismo de la vida a cada momento, también podemos ver que gracias a la posición del sol y la intensidad de los rayos que este emite se consiguen efectos de sombras muy variados al interior de la residencia.

## Premios
El nuevo diseño del edificio recibió premiaciones de:
- Americas Property Awards - Residencia unifamiliar arquitectónica en México 2020-2021.[7]
- TITAN Property Awards - Platinum Winner 2021[8]